# Den hollandske guldalder
Den hollandske guldalder (nederlandsk: de gouden eeuw) er et århundrede med økonomisk og kulturel blomstring i de Forenede Nederlande, omtrent i 1600-tallet, efter republikken Republiek der Zeven Verenigde Provinciën ("De syv forenede provinsers republik") blev grundlagt i 1581.
Den opstod af Utrechtunionen, som var forløberen for en førende verdensmagt og handelsnation, mens det øvrige Europa måtte kæmpe med stagnation eller ligefrem recession, der varede til ca. 1750. Den religionsfrihed, der rådede i Nederlandene, tiltrak mange fra stater, hvor de var forfulgt på grund af deres tro. De flygtede til denne unge republik, der beredvilligt tog imod dem. Forfattere og lærde kom for at kunne skrive og undervise frit. Med grundlæggelsen af Universiteit Leiden og udviklingen af ånds- og naturvidenskaber blev landet et betydeligt videncenter.
Betegnelsen guldalder eller gylden tidsalder bruges især om en hidtil ukendt blomstring af kultur og malerkunst.

Ofte indskrænker begrebet sig til de mange mesterværker inden for maleriet i 17. århundrede. 

## Indledning
Det er selve betegnelsen guldalder, der ikke dur. Det lugter af hin aurea aetas fra antikken, dette mytologiske slaraffenland der allerede har kedet os hos Ovid som skoleelever. Hvis vores blomstringstid skal have et navn, skal man kalde det efter træ og stål, beg og tjære, maling og blæk, mod og fromhed, ånd og fantasi — Johan Huizinga
Nederlandenes guldalder har i nyere tid været udforsket og diskuteret: Ved Universiteit van Amsterdam blev der 2000 oprettet et center: Amsterdams Centrum voor de Studie van de Gouden Eeuw, der blandt andet beskæftiger sig med Huizingas arbejder fra 1941. Huizingas historieforståelse var præget af hans studium af sprogvidenskab og begejstring for maleri. Han forstod historieskrivning som en billedmæssig-intuitiv mentalitets- eller kulturhistorie. Han betonede at guldalderen hverken pludseligt "brød ind i" Nederlandene eller bragte den mytiske idealtilstand af "en jord der opfyldte alle behov uden agerbrug, et samfund der levede i fuldkommen fred, almindelig sorgløshed og uskyld i et evigt forår" som Ovid havde defineret det: Men at det handlede om en blomstringstid, der var opstået på grundlag af generationers hårde arbejde, gunstige forudsætninger, mangesidige konflikter og naturligvis en del held og tilfældighed, der manglede enhver idealtypisk uskyld. Næsten halvdelen af tiden "var præget af krig og krigslarm", Ikke få videnskabsfolk taler derfor hellere om et hegemoni når talen er om denne periode, i det mindste når det drejer sig om økonomi i videre forstand. Huizinga har antaget, at begrebet om en guldalder vedvarende satte sig fast efter at historikeren Pieter Lodewijk Muller 1897 med sin bog, der havde arbejdstitlen Republiek der Vereenigde Nederlanden in haar bloeitijd ("De Forenede Nederlandes Republik i deres blomstringstid"), måtte kalde den Onze Gouden Eeuw ("Vores Gyldne Tidsalder") efter ønske fra forlæggeren.
1477 kom Nederlandene under habsburgernes herredømme. Allerede på det tidspunkt var den økonomiske situation gunstig i De burgundiske Nederlande. Især under Karl V var der fremgang – for landbrug, dyrehold, fiskeri og for handel og industri. Derudover voksede tekstilsektoren hurtigt, og Antwerpen udviklede sig til et økonomisk centrum i regionen. Ligeledes var der en opblomstring inden for videnskab og kultur, ikke mindst gennem bogtrykkeren og forlæggeren Christophe Plantins (1520-1589) indsats. Samtidig var reformationernes epoke indledt, og Karl V og hans søn og efterfølger Filip II – begge overbeviste katolikker – ringede modreformationen ind.

### Konflikt med Spanien
Da Filip II erklærede calvinismen for kættersk, gjorde de nordlige provinser oprør under ledelse af Wilhelm af Oranien. Med hans forsøg på at besætte Brabant indledtes Firsårskrigen. De syv nordlige provinser sluttede sig 1579 sammen i Utrechtunionen og grundlagde 1581 De Forenede Nederlande, mens de katolske provinser i syd – i dag Belgien og Luxemburg – forblev på Spaniens side (se Spanske Nederlande).
Den aftale, der blev indgået ved dannelsen af Utrechtunionen, gav blandt andet de nordlige provinser ret til af kontrollere skibsfarten på Nederrhinen (Niederrhein, fra o. Bonn), hvad der viste sig at få betydning for den videre økonomiske udvikling. 1585 erobrede Spanien Antwerpen, hvorpå nederlænderne spærrede Schelde og dermed berøvede Antwerpen adgangen til Nordsøen. Således var kursen sat for Amsterdam som det fremtidige regionale handelscentrum, der hurtigt kunne efterlade rivalen Antwerpen bag sig.
1608 indledtes der i Den Haag fredsforhandlinger med Spanien, hvor også England og Frankrig deltog. 1609 blev der indgået en tolvårig våbenstilstand.

### Søfolk og købmænd
Grundlaget for den succesrige nederlandske økonomi lå i østersøhandelen, der siden det tidlige 15. århundrede især blev drevet systematisk fra provinsen Holland og Amsterdam og gjorde provinsen til en blomstrende handelsnation – trods spaniernes belejring. Mindre og hurtigere skibe end konkurrenternes og mindre behov for bemanding gjorde søhandelsfolkene fra Amsterdam til de mest fleksible i tiden. Allerede ved slutningen af 16. århundrede begyndte blomstringstiden for Amsterdam og provinsen Holland.
Omkring 1600 var der i Amsterdam samlet en anselig investeringskapital, der stod til rådighed for nye opgaver. De første skibsekspeditioner blev finansieret for at udforske handelsmulighederne i Asien og Amerika. De nederlandske sø- og handelsfolk var heldige med at Hanseforbundet var i nedgang; andre konkurrenter var optaget andre steder af krige og opstande – englændernes ødelæggelse af den spanske armada 1588 kan tjene som eksempel. Mens spanierne koncentrerede sig om englænderne og franskmændene som krigsmodstandere, vovede nederlandske handelsskibe sig ud på stadig længere sørejser, og kunne ret uforstyrret opdage nye søveje og grundlægge kolonier. Det drejede sig dog stadig kun om enkeltforetagender, og i begyndelsen kun med mindre udbytte.

## Forudsætninger og vekselvirkninger
"Hvordan kunne et så lille land med knap halvanden million indbyggere og uden naturlige rigdomme stige op til at være en førende økonomisk magt i 1600-tallet, en tid med kriser?" — Michael North: Geschichte der Niederlande
Det lille statsforbunds økonomiske opstigen fra ikke engang to millioner nederlændere, der ikke rådede over råstoffer og havde en ubetydelig landbrugsproduktion, til 1600-tallets førende kolonimagt er et forbløffende og fascinerende fænomen. Den samtidige engelske ambassadør i Nederlandene sir William Temple identificerer i sin Observations upon the United Provinces of the Netherlands den høje befolkningstæthed som afgørende grundlag for den økonomiske succes. Alle livsfornødenheder blev derved dyre; folk med ejendom måtte spare, og folk uden måtte bero på flid og arbejde. Ud af nød voksede så at sige de dyder der dannede grundlaget for succes.
Der var dog yderligere en række gunstige omstændigheder uden hvilke det aldrig ville være kommet til en sådan opstigen:

### Urbanisering og politisk system
Nederlandene havde ved det opkommende 1600-tal Europas højeste urbaniseringsgrad og var den tættest befolkede region i Vesteuropa. Livsverdenen var i stor udstrækning præget af byen og aktiviteter der ikke var forbundet med landbrug; omkring halvdelen af befolkningen boede bymæssigt, og kun en tredjedel var beskæftiget i landbruget. Dog skete der også store ændringer for bønder og landarbejdere. Da ejendomsretten var grundlag for landbruget, besad bønderne alt efter provins selv op til 40% af det udnyttede land og kunne derfor frit disponere over udbyttet. Indkomstudviklingen på landet viser at en landarbejder i 1600-tallet var bedre stillet end en fri bonde hundrede år før.
Statsforbundet var ganske vist præget af oligarki, men var alligevel mere demokratisk end andre europæiske stater, politisk defensivt indstillet, og præget af et økonomisk system, der ikke var bygget på landbrug, men på handel og søfart.
Skattetrykket på den nederlandske befolkning var betydeligt højere end i nabolandene, op til dobbelt så højt som i England og mere end tre gange så højt som i Frankrig. Således havde staten på trods af den lille befolkning en bred ressourcebasis på grund af økonomiens høje grad af kommercialisering, de høje indkomster og den lette adgang til kapital.

### Socialstruktur
Den sociale status var i høj grad bestemt af formue og indkomst, hvilket ikke var sædvanligt i det 17. århundredes Europa hvor personlig status endnu overvejende var bestemt ved tilhørsforhold til de forskellige stænder.
I det nederlandske samfunds top rangerede adel og "regenter", statholdere, stadhouder , dog havde landaristokratiet sammen med spanierne i udstrakt grad opgivet, forladt eller solgt mange af deres privilegier til byerne. Betydende hollandske regentdynastier i "den gyldne tid" var slægterne Boelens Loen, Hooft, De Graeff, Bicker og Pauw i Amsterdam, De Witt og Van Slingelandt i Dordrecht, Van Foreest i Alkmaar. I princippet havde hver by og hver provins egen regering og egne love, og blev styret af regenter der var forbundet med hinanden i et oligarkisk system.
Mens adelen i det øvrige Europa stadig udgjorde en politisk og socialt ledende del af samfundet, fandtes der i Nederlandene knap længere nogen fødselsadel. Også gejstligheden havde begrænset indflydelse. Den katolske kirke var i udstrakt grad undertrykt og protestanterne delt. Det var altså hverken konge, adel eller gejstlighed der herskede. Det politiske og samfundsmæssige liv bestemtes derimod af regenter sammen med det øverste lag af borgere (rige købmænd, redere, bankfolk, entreprenører, højt placerede officerer), fulgt af et bredt mellemlag af håndværkere, handlende, søfolk, mindre tjenestemænd og laverestående officerer, som i mindre vigtige byer og småsamfund havde det politiske ansvar. Ikke mindst på grund af indvandring af religiøst forfulgte, hvoraf en del kom fra de øverste lag og fra et uddannet borgerskab, forfattere og lærde, havde landet færre analfabeter end andre lande i Europa.
En udpræget villighed hos borgerskabet til at afholde udgifter hjalp med til af afbøde uheldige sociale virkninger af den hastige samfundsudvikling. Suppekøkkener, vaisenhuse, alderdomshjem og andre sociale indretninger skyldte borgerens gavmildhed deres eksistens. På grund af dette – ganske vist kun rudimentære – sociale sikkerhedsnet var der sørget så tilstrækkeligt for randgrupperne, de fattige og svage, at uro i stor udstrækning var begrænset til politiske og religiøse temaer, i modsætning til mange andre steder i Europa.

### Verdenshandel
En vigtig rolle spillede det nederlandske Ostindien-kompagni (Vereenigde Oostindische Compagnie eller VOC), der blev grundlagt 1602 og hurtigt udviklede sig til 1600-tallets største handelsforetagende. Det opbyggede et nederlandsk monopol på handlen med Asien, som det skulle fastholde de næste par århundreder. Handelsruterne gik langs de afrikanske og asiatiske kyster med støttepunkter i Indonesien, Japan, Taiwan, Ceylon og Sydafrika. Til handelen med Vestafrika og Amerika blev der dannet et Vestindien-kompagni (Geoctroyeerde West-Indische Compagnie eller WIC), der med sæde i Ny Amsterdam, Nieuw Amsterdam, forvaltede besiddelsen Ny Nederland, Nieuw Nederland, nutidens New York. Andre områder var handel på Østersøen, med Rusland og straatvaart eller Levantvaart (handel med Italien og Levanten, "den opgående sols lande", landene på Middelhavets østkyst.)
1609 blev Amsterdamsche Wisselbank (Amsterdams Vekselbank) dannet, en af de første centralbanker, og 1611 fik Amsterdams børs egen bygning. Vekselbanken forbedrede forudsætningerne for handel og fremmede betalingssystemet, der hidtil var besværliggjort af de mange forskellige valutaer. Gunstige rentesatser, faste vekselkurser og en høj udlånsvillighed hos de nederlandske banker tiltrak investorer og finansfolk fra hele Europa.
Senest efter opnåelsen af handelsfrihed (:at international handel ikke længere var begrænset af beskyttelsestold) inden for rammerne af den westfalske fred 1648 beherskede Nederlandene verdenshandelen. Omkring 1670 rådede republikken over omkring 15.000 skibe, fem gange så mange som den engelske flåde, hvad der nærmede sig et transportmonopol på havene. Især handelen bragte Nederlandene stor rigdom. Fra Nederlandsk-Indien, Bengalen, Ceylon og Malakka blev der indført krydderier, peber, silke og bomuld. Med Vestafrika, Brasilien, de karibiske øer og Europa blev der især handlet med produkter fra plantagerne som sukker, tobak og brasiltræ. Senere begyndte man også med slavehandel, hvad man i begyndelsen havde afholdt sig fra. Som tiden gik sejrede grådigheden dog, da det drejede sig om en særdeles lukrativ forretning. Man påberåbte sig Bibelen: Afrikas sønner og døtre var i sidste ende efterkommere af Kam, der var blevet forbandet af faderen Noa. Det kunne retfærdiggøre udbytningen af den "frie" og til rådighed stående sorte afrikanske arbejdskraft. (1 Mos 9,18-27)

### Religiøs tolerance
Da de forenede provinser var opstået af modstanden mod religiøs undertrykkelse, fik borgerne fra begyndelsen religionsfrihed. Nyheden om denne tolerance bredte sig hurtigt og havde til følge at protestanter, jøder, huguenotter og andre religiøst forfulgte fra Spanien, Portugal og andre nationer – og især fra de spansk besatte sydprovinser – strømmede ind i landet. Calvinismen blev den fremherskende religion; i begyndelsen af århundredet var der dog en strid om prædestinationslæren mellem remonstranter, tilhængere af Jacob Arminius, og kontraremonstranter, der fulgte Franciscus Gomarus' lære.
Også humanismen havde etableret sig med en af dens fremmeste fortalere Erasmus af Rotterdam. Den havde lige så stor betydning for den kulturelle og sociale overgang fra Middelalder til nyere tid, som den havde for dannelsesbevægelsen og delvis også for det tolerante klima. Det var dog ikke let at opretholde tolerancen over for katolikker, da religion havde spillet en vigtig rolle i uafhængighedskrigen. Fjendtlige tilbøjeligheder søgte man i vid udstrækning at overvinde med penge. Derfor kunne katolikker for eksempel købe tilladelse til afholdelse af festligheder, men de kunne ikke opnå offentlig ansættelse. Det samme gjaldt for de nederlandske mennonitter og jøder. Imidlertid var niveauet for religiøs tolerance tilstrækkelig højt til at tiltrække religiøst forfulgte fra andre lande, hvor især jødiske handelsfolk fra Portugal bragte megen velstand med sig. Ligeledes medførte annulleringen af ediktet fra Nantes i Frankrig (1685), at mange franske huguenotter drog til Nederlandene, hvoraf mange var handelsfolk. En indvandrer kunne tage otte gylden med ind i provinserne – det svarede omtrent til årshyren for en nederlandsk sømand og bidrog derfor betragteligt til statskassen. Mange af Europas klogeste hoveder endte således med at være samlet i Nederlandene.
Tolerancen havde dog sine grænser. Filosoffen Baruch Spinoza offentliggjorde sin Tractatus theologico-politicus anonymt og med falsk angivelse af udgiveradresse, fordi han frygtede for konsekvenser fra både kirke og stat. I dette værk gik han ind for trosfrihed og tolerance og krævede en stat, der værner om sine borgeres frihed. Til sidst blev Adriaan Koerbagh, en ven og tilhænger af Spinoza, fængslet på en anklage om udgivelse af ophidsende skrifter. Han døde efter et år i fangenskab, og Tractatus blev forbudt 1674.

## Opblomstring
|  | Eftersyn Dette afsnit bør gennemlæses af en person med fagkendskab for at sikre den faglige korrekthed. De økonomiske ræsonnementer |

"Nederlandene var i 1600-tallet superlativernes land: Årligt blev der malet 70.000 billeder, produceret 110.000 stykker klæde og skabt en nationalindkomst på 200 millioner gylden." 
 — Michael North: Das Goldene Zeitalter. Kunst und Kommerz in der niederländischen Malerei des 17. Jahrhunderts.
Nederlandene var den store økonomiske nation i midten af 1600-tallet. Konkurrenten Storbritannien (England?) formåede først mod århundredets sidste årtier at gøre fordring på positionen. Økonomisk magt lå på den tid i mindre grad i besiddelsen af penge, snarere lå den i evnen til at skaffe overskud ved varehandel og finansielle transaktioner, og at optimere værdiskabelsen. Dette demonstrerede Nederlandene, som var et areal- og befolkningsmæssigt lille forbund uden råstoffer og nogen betydelig landbrugsproduktion. Amsterdam blev den vigtigste europæiske handelsplads. Teoretisk flyttede finansielle transaktioner store mængder ædelmetal, som ledsagede de betalinger der var et resultat af de indgåede handler; i praksis blev der på børsen i vid udstrækning handlet uden kontanter via Amsterdamsche Wisselbank: Pengene forblev som finansiel dækning af de pågældende handler på de steder hvor de handlende kom fra. Jo større vareleverancer en handelsby kunne tilbyde, jo større dens betydning – det var kort fortalt det system der i 1600-tallet gjorde Amsterdams børs til det dominerede finansielle handelscentrum (de. Umschlagplatz). Den nederlandske økonomi var i den gyldne periode så stærk at end ikke tulipanboblen 1637 havde nogen voldsom virkning.
Landets finansielle styrke kom i vid udstrækning dets borgere til gavn, både socialt og kulturelt. Ved borgerskabets opstigen til de øverste lag blev kunsten også borgerlig. En ganske triviel grund til den kulturelle blomstringstid og den tiltagende mængde billeder var, at den overflod af kapital, der var opnået ved spekulative eller risikable pengetransaktioner i søfarts- og kolonieventyr, skulle nyttiggøres. Genstande til indretning og udsmykning, især billeder, blev en yndet pengeanbringelse, som selv mindre velstående borgere kunne deltage i.
Europa befandt sig siden 1400-tallet i en ombrydning. Hvis de lærde omkring midten af 1400-tallet endnu koncentrerede sig om at vurdere og forstå antikkens opdagelser, så forelå mange grundlæggende videnskabelige skrifter i begyndelsen af 1600-tallet som oversættelser til forskellige folkesprog. Det samme gjaldt værker af samtidige videnskabsfolk som havde arbejdet med indholdet, og eventuelt videreudviklet det. Den nye anvendelse af bogtryk lettede udbredelsen af viden: Antik tankegods og dets videreudvikling var nu – trykt og forståeligt for enhver der kunne læse eget sprog – ikke kun tilgængelig for de lærde, men også for mindre uddannede.

### Videnskab
Den vidtgående lære- og forskningsfrihed der herskede i Nederlandene og Universitetet i Leiden tiltrak mange videnskabsfolk og tænkere fra hele Europa. Det gjaldt også den franske filosof René Descartes der levede i Leiden, formodentlig fra 1628 til 1649.
Mange bøger om religion, filosofi og naturvidenskab, der var forbudt i udlandet eller var på inkvisitionens liste over forbudte bøger, kunne trykkes og udbredes i Nederlandene. På den måde udviklede den nederlandske republik sig i løbet af 1600-tallet til Europas "forlagshus". Amsterdam, der først fik et trykkeri omkring 1500, overtog Antwerpens førerstilling og opnåede ved siden af Leiden renommé som trykkested, især på grund af trykkerfamilien Elsevir der var virksom begge steder.
Nederlandske retslærde var værdsat for deres viden om international ret. Hugo Grotius lagde grundstenen til moderne havret; han skabte med udgivelsen Mare liberum konceptet "det frie hav", der blev anfægtet af nederlændernes hovedrival englænderne. Ligeledes formulerede Grotius i sin bog De iure belli ac pacis ("Om krigens og fredens love") retstanker om konflikter mellem nationer. Hans kollega Cornelis van Bynkershoek regnes for ophavsmand til tremile-zonen og havde også betydning for udvikling af folkeretten. Ligeledes var de civilretslige jurister fremstående i Europa. Grotius' civilretslige værk om romersk-hollandsk ret, Inleydinge tot de Hollantsche rechtsgeleertheit ("Introduktion til hollandsk retslære") blev også værdsat i Tyskland, og fandt via mange, til tider ordrette, citater i Arnold Vinnius' værker vej til spansk og sydamerikansk retsvidenskab. Værker af disse forfattere – foruden Grotius og Vinnius kan også nævnes Johannes Voet – gælder i dag som autoritet i sydafrikansk ret på grund af nederlændernes kolonisering af landet.
Christiaan Huygens var matematiker, fysiker og astronom. Til hans fortjenster inden for astronomien hører beskrivelsen af saturnringene, opdagelsen af Saturnmånen Tiian og planeten Mars' rotation. Han var også aktiv inden for optik og mekanik. Han udviklede penduluret, der kunne give mere præcis tidsmåling. Huygens blev første udenlandske æresmedlem af det britiske Royal Society og første forskningsleder, onderzoeksdirecteur for det 1666 grundlagte franske videnskabsakademi, Académie des sciences. Isaac Newton kaldte ham sin tids mest "elegante matematiker".
Inden for optikken var Anton van Leeuwenhoek tidens kendteste videnskabsmand; han stammede fra Delft. Leeuwenhoek videreudviklede mikroskopet ved selv at slibe linser og nåede op på at kunne forstørre ca. 270 gange. Han var den første, der metodisk udforskede mikroskopisk liv. Sammen med Jan Swammerdam gav han den første beskrivelse af røde blodlegemer hvad der befordrede cellebiologien. Imidlertid tog han sin viden om slibning af linser med sig i graven, så det måtte vente til ind i 1800-tallet før der kunne fortsættes med dette arbejde.
Simon Stevin var en nederlandsk vandbygningeniør der bevisteknisk foreslog umuligheden af en perpetuum mobile og indførte decimaltal i dagligdagen. Jan Adriaenszoon Leeghwater fra De Rijp var født i en landsby midt i en mose og udviklede metoder til tørlægning af moseområder og til inddæmning af hav til kog (nl.: polder) ved brug af vindmøller. Han forvandlede en høj vandstand til en lav – og kaldte sig derfor Leeghwater, "Lavvande". Han var grundlægger af det moderne nederlandske afvandings- og landvindingssystem.

### Kunst og kultur
Nederlandene gennemløb i den gyldne periode en kulturel udvikling der tydeligt adskilte sig fra nabostaternes og i almindelighed anses for at være et højdepunkt i den hollandsk-nederlandske civilisation. Mens i andre lande rige aristokrater var patroner og mæcener for kunsten, spillede i Nederlandene velhavende handelsfolk og andre patriciere denne rolle. Her dannede det opadstræbende, usædvanligt brede mellemlag sammen med rige bønder det afgørende potentiale for landets økonomiske, sociale og kulturelle udvikling.
De udgjorde alle et stort marked for afsætningen af kommercielle og kunstneriske produkter. På grund af deres voksende sociale anseelse opstod der hos handlende, håndværkere, små embedsfolk og officerer et behov for at vise deres status frem, og det på en sammenlignelig måde som det var sædvane hos adel og gejstlighed. Takket være deres købekraft kunne de få deres ønsker opfyldt. Gennem den i almindelighed øgede interesse for beskrivelsen af den synlige verden blev ønsket om at eje kunst nærmest umætteligt, og efterspørgslen efter verdslig kunst blomstrede som aldrig før, og som ingen andre steder. Portrætter skulle for eksempel fremstille, hvis ikke ligefrem forhøje, personens sociale stilling eller rang. Det der lå ud over de ubetinget nødvendige indretningsgenstande, blev betragtet som statussymbol, der kom til udtryk i besiddelsen af prægtige egetræskister, ottekantede borde og dyre senge for bøndernes vedkommende, og i kostbare ure, spejle, porcelæn og bestik for borgerskabet. Nederlændernes voksende rigdom garanterede dermed livsgrundlaget for kunstnerne i 1600-tallet (selv om kun de færreste helt og holdent kunne leve af det). Det havde som resultat at befolkningen havde en ulige bedre "kunstforsyning" end andre steder i Europa.
Kunst og kultur, og især maleriet, udviklede sig med sine nye "kunder" til en betydelig økonomisk faktor.
"Serviceindustrien kunst" fulgte de allerede dengang fungerende love for det frie marked og blev stadig mere differentieret.Der dannede sig for eksempel fagområder for bestemte former for maleri, og samtidig opstod der billedformer, hvis motiver var nyt land for maleriet som for eksempel landskabs- og genremaleriet. Også stilistisk blev kunstlandskabet stadig mere mangfoldigt, således at opdragsgiverne sågar selv kunne bestemme malemåden: flamsk-italiensk eller efter den hollandske skole.
Således bestemte borgerlige kunder kunstproduktionen, der baserede sig på en tidligkapitalistisk republiks selvforståelse, hvad der førte til en højere grad af realisme og forrang for bestemte kunstformer som portrætmaleri (enkelt- og gruppebilleder), genrebilleder og stillebenmaleriet. Schutterij, borgervagten organiseret i et gilde, og rederijkers, digterne i deres gilder rederijkerskamer, var på samme tid kulturelle centrer og understøttere af kunsten. Schutterij havde organiseret sig til til en slags borgerværn og sørgede for ro og orden i byerne om natten. Det var en pligt for byens mænd at deltage. Digtergilderne var foreninger på byplan der begunstigede og understøttede litterære aktiviteter. Byerne var lige så stolte af disse gilder som borgerne var af deres medlemskab. Store nederlandske digtere, som for eksempel Pieter C. Hooft og Joost van den Vondel, var medlem af en sådan rederijkerskamer. De enkelte gilder og deres medlemmer lod sig gerne og ofte portrættere i udøvelsen af denne deres æresopgave. Et eksempel er Nattevagten af Rembrandt.

#### Maleri
I 1600-tallet havde maleriet i Nederlandene en sådan opblomstring, at det ofte blot er det der bliver forbundet med den gyldne periode.
Allerede i 1500-tallet havde kunstproduktionen været høj. Alene i Antwerpen kan der omkring 1560 have været beskæftiget mere end 300 mestre med maleri og grafik, imod kun 169 bagere og 78 slagtere. Der opstod i det tætbefolkede land på kort tid og inden for et lille område mange centre for maleri – foruden Amsterdam også Haarlem, Delft, Utrecht, Leiden, Den Haag og Deventer. Snart var der maleri og grafik nærmest overalt, Nederlandene blev en stor "kunstfabrik". Der kom årligt 70.000 billeder på markedet, og 650 til 700 nederlandske malere færdiggjorde i gennemsnit knap 100 billeder om året, berømte og knap så berømte malere producerede med deres elever nærmest på samlebånd. Historikere som Michael North anslår at der blev fremstillet millioner af billeder, hvoraf der knap er mere end ti procent bevaret.
Statisk skulle hver familie på den tid have haft 2½ billede.
"Det var ikke noget usædvanligt at en klædefarver fra Leiden i 1643 kunne have 64 malerier, og at to andre farvere i 1670'erne kaldte henholdsvis 96 og 103 malerier for deres".
De traditionelle kirkelige billedtemaer var siden reformationen blevet afvist som "katolske" (se evt. billedstorm). De protestantiske borgere ville se deres religiøsitet, deres livsførelse og helt egne temaer og problemer foreviget – i første linje ville de altså se sig selv i arbejdsmæssige og private omgivelser, og på den mest fordelagtige måde. Det medførte nye genrer og billedtemaer. Der opstod store mængder enkeltportrætter og gruppebilleder, hvor man havde fastholdt familie, slægtninge, gildemedlemer, rådskollegium og festligheder. Stilleben gav indblik i borgerskabets dagligliv med demonstrative og sanseglade interiører bag udvendigt prunkløse og klassisk strenge, tilsyneladende små borgerhuse. Vanitas-motiver retfærdiggjorde udstillingen af rigdom og magt ved deres advarende budskab.
- Religiøst motiv: Landskab med fundet af Moses, Bartholomeus Breenbergh, 1622
- Stilleben af Willem Claeszoon Heda
- Landskabsmaleri af Jan van Goyen
- Bondesatire af Jan Steen
- Genrebillede af Gerard ter Borch
- Genrebillede af Peter de Hooch
- Arkitekturmaleri af Emanuel de Witt
- Portrætmaleri af Thomas de Keyser
- Portrætmaleri af Frans Hals

En aldrig før set specialisering inden for maleriet satte ind. Willem Claeszoon Heda og Willem Kalf malede kun stilleben. Deres "Ontbijtjes“, "morgenmads"-stilleben, havde de sågar reduceret til kun få genstande som de varierede igen og igen med ubetydelige kompositoriske ændringer (se første billede i galleri herover).
Jan van Goyen, Jacob van Ruisdael og Meindert Hobbema stod for landskabsmaleriet, Jan Steen, Adriaen van Ostade og Adriaen Brouwer for bondesatiren, Gerard ter Borch og Pieter de Hooch for selskabsstykker (en variation af genrebilledet, der tematiserede landlige festligheder), Pieter Jansz Saenredam og Emanuel de Witte for arkitekturmaleriet, Thomas de Keyser og Frans Hals for portrætter.
Willem van de Velde den yngre havde specialiseret sig i skibe, Paulus Potter malede dyrebilleder, snart kun kvæg,
Philips Wouwerman heste, hovedsagelig skimler, Melchior d’Hondecoeter indskrænkede sig næsten udelukkende til fugle.
Jan van Huysum til blomster og Abraham van Beijeren til østers, hummer og frugt, mens Pieter Claesz var maler af fint sølvtøj.
- Ontbijtje, morgenmad af Willem Kalf
- Skibe af Willem van de Velde den yngre
- Tyren af Paulus Potter
- Skimmel af Philips Wouwerman
- Fugle af Melchior d'Hondecoeter
- Blomster af Jan van Huysum
- Alt godt fra havet af Isaac van Duynen
- Fint sølvtøj af Pieter Claesz

De billeder der især blev udbudt på gader og stræder, årsmarkeder eller messer var sædvanligvis ganske billige, og det øgede behov drev en forøgelse af produktionen i vejret og trak en stadig tilvækst i malerstanden med sig. Dette store antal kunstnere i en regelret billedindustri førte til et kunstproletariat. Mange i dag højt ansete kunstnere måtte finansiere deres livsunderhold på anden måde, de færreste kunne leve udelukkende af maleriet.
Jan Steen drev et værtshus, Jakob Ruisdael var læge, Jan van Goyen handlede med tulipaner, Meindert Hobbema var skatteinddriver,
malerfamilien van de Velde handlede med klæde.
Mange kunstnere tog også arbejde som almindelige malere, når opgaver som kunstmalere udeblev. Begge typer malere hørte dog længe til samme gilde.
Malere som Rembrandt eller Vermeer var ingenlunde tidstypiske, og deres særlige kvaliteter eller genialitet blev i samtiden blot erkendt af få. I modsætning til deres højt specialiserede kolleger arbejdede de inden for forskellige genrer og efterlod sig et mangesidigt œvre, livsværk.
- Mesterværker af Rembrandt
- Nattevagten
- Selvportræt
- Bileams æsel (4 Mos 22,20ff)
- Anatomitime
- Den rige bonde (Lukas 12,15-21)
- Diana
- Selvportræt med forbløffet udtryk
- Jesus helbreder syge (Matt 19,1ff) (de)

- Mesterværker af Vermeer
- Pige med perleørering
- Kvinde i blåt læsende et brev (en)
- Delft, udsigt (de)

De store penge tjente andre derimod, som for eksempel Gerard Dou og Gerrit van Honthorst: malere der arbejdede for statholderens (stadhouder) husholdning eller hof, eller – som Rubens – slog sig ned i det endnu feudale og klerikale Flandern henholdsvis blev hofmaler i Italien, Frankrig eller Spanien.
Med den brede interesse for maleriet og den begyndende kommercialisering af kunsten udviklede der sig et anderledes forhold mellem maler og opdragsgiver. Der opstod et erhverv som kunsthandler eller formidler af billeder. Der blev udelukkende handlet med staffelibilleder med overvejende profane temaer, idet der på grund af den protestantiske bekendelse ikke var nogen efterspørgsel på alterbilleder eller andre religiøse malerier i stort format.
Da de små, let håndterbare billeder oftest ikke var fremstillet på bestilling, men direkte for markedet og en stadig større kreds af borgerlige samlere, udviklede der sig en regelret kunsthandel og et udstillingsvæsen.

#### Arkitektur
En smuk by, Amsterdam. Også den eksilerede beundrer den nobelt beskedne arkitektur i de gamle patricierhuse, føler kanalernes fortryllende charme.
 — Thomas Mann  (1935)
Også inden for arkitektur og byudvikling kan Nederlandene fremvise en lang tradition. Var 1500-tallet endnu helt præget af italiensk renæssance, der i den nederlandske udformning ofte var fortolket anderledes, så førte slutningen af århundredet fra manierisme til tidlig barok (her især arbejder af Lieven de Key med rådhuset og slagtehallen i Haarlem), og gik så i begyndelsen af 1600-tallet over i en Palladio-inspireret stil, som hurtigt udviklede sig til en streng hollandsk klassicisme, der med sin næsten puritanske vilje til forenkling imødekom tidsånden som modmodel til den barokagtige feudalisme.
Som et mesterværk af Jacob van Campen, grundlæggeren af den nordnederlandske klassicisme, regnes det tidligere rådhus (stadhuis) i Amsterdam, der blev opført mellem 1642 og 1648, og som nu er det kongelige slot, Paleis op de Dam. Det viste byen Amsterdams fremstående position i de nederlandske generalstaters mest indflydelsesrige provins Holland, og var samtidig tidens største bygning i sin art – desuden var den en ingeniørteknisk præstation idet der måtte nedrammes 13.569 pæle i den sumpede undergrund.
På grund af den blomstrende økonomi bredte byen sig hurtigt. Det kanaldistrikt (Grachtengordel) med kanalhuse, der opstod i Amsterdam ved Amstel-udmundingen, afspejlede den økonomiske og kulturelle blomstring, som byen oplevede. Her og i andre nederlandske byer virkede især arkitekten Hendrick de Keyser, der ud over at tegne mange kirker, offentlige og private bygninger i Amsterdam også stod for rådhuset i Delft.
Ikke langt efter kom Den Haag der udviklede sig til en elegant diplomatby, hvor van Campen og Pieter Post 1640 tegnede Moritz fra Nassaus palæ Mauritshuis (nu museum), som var den første bygning i Nederlandene der i grundplan og opstalt var en ren klassicistisk bygning, og hvor Bartholomeus van Bassen byggede kirker, broer, offentlige bygninger og Hofjes, hvor en del af den fattigere befolkning kunne bo.
Utrecht ved Rhindeltaet oplevede med sine gavlhuse og mange kirker og klostre også et byggeboom, ganske som Leiden, Haarlem og Gouda.
Også Delft, hvor arkitekter som Hendrik Swaef og Paulus Moreelse virkede, udviklede sig til et blomstrende handelscentrum hvor der fandtes væverier, bryggerier og porcelænsfabrikker.
Her blev der kun opført få offentlige bygninger i klassicistisk stil, derimod byggede man videre på allerede eksisterende bygninger. Det bedste eksempel er Vleeshal, slagtehallen af Swaef fra 1650.
Mange samtidige arkitekter var oprindelig arkitekturmalere og billedhuggere og forestod også indretninger og tegnede møbler og fik på den måde indflydelse på hele bygningens indre. Indretningen af huse til arbejde (ty. Zunft) og beboelse viste også fransk, delvis barok indflydelse.

#### Bogtrykkekunst og forlagsvirksomhed
Også bogtryk og forlagsvirksomhed oplevede en opblomstring. Nederlandene havde allerede i 1500-tallet en førende stilling inden for trykkevirksomhed og skulle beholde den i 1600-tallet. Tyngdepunktet i den hollandske bogproduktion forskød sig fra Antwerben til Leiden og Amsterdam som de nye centrer. Således udkom sene værker af Galilei i Leiden, og mange andre forfattere lod ikke blot trykke der, men slog sig ned på stedet for at kunne udøve deres litterære aktiviteter. Dog kunne standarden fra en Christophe Plantins bogtrykkerkunst ikke holdes. Hans trykkeri i Antwerpen havde af den lærde verden nærmest været betragtet som "verdens ottende vidunder". På grund af en efterkrigsbetinget materialeknaphed og stor efterspørgsel, udviklede der sig en tydelig ringere kvalitet i papir, trykfarver og indbinding; forgængerne for paperbacks viste sig også på markedet.
Endnu i krigslarmen fra det udgående 1500-tal havde Plantin – for at undgå indgrebene fra den statslige og kirkelige censur – forlagt sin virksomhed til Leiden. I løbet af to år opbyggede han igen en stor virksomhed, som han, da han selv var kommet op i årene, overlod til sin svigersøn Franciscus Raphelingus, der imidlertid ikke var så resultatrig og 1620 tabte bestallingen som akademitrykker til Isaac Elzevir (1596-1651). Onklen Louis Elzevir (1540-1617) var som Plantin flygtet fra Antwerpen, og da han ikke havde kapital til eget trykkeri, åbnede han en boghandel og fik god kontakt med universitetet i Leiden, som hans arvinger fik gavn af efter hans død. Sønnerne Mathijs og Bonaventura blev boghandlere, Louis den yngre overtog filialen i Den Haag og Joost den i Utrecht. Få år senere grundlagde nevøen Isaac Elzevir – efter at have giftet sig rigt – et universitetstrykkeri i Leiden, som fik hurtig fremgang, men gik ned i 1700-tallets begyndelse, hvorimod familiens anden gren fra Den Haag og Utrecht etablerede flere trykkerier og stadig har et navn.
Elzevirerne var ikke lærde bogtrykkere som for eksempel Aldus Manutius og Robert Estienne, og dog havde de vigtige kontakter i den videnskabelige verden. Således lod "alle med rang og navn" deres værker trykke der: Francis Bacon, brødrene Pierre og Thomas Corneille, Johann Amos Comenius, Descartes, Thomas Hobbes, Hugo Grotius, Milton, La Rochefoucauld og ikke mindst Molière, der fik 24 teaterstykker og to samlede udgaver ud hos Elzevier.
Inden for kartografi var andre førende. Med mercatorkort, som blev udgivet af Jodocus Hondius, begyndte storhedstiden for den nederlandske kortfremstilling, og Amsterdam blev centrum for produktion af kort og globusser, hvor blandt andet den betydelige korttegner Willem Janszoon Blaeu havde slået sig ned.

#### Skulptur
Den nederlandske billedhuggerkunst kunne ikke i samme grad profitere af 1600-tallets resultater som de andre kunstarter.
Fra omkring 800 e.Kr. blev billedhuggerarbejde hovedsagelig brugt som arkitektonisk udsmykning af facader og gravmonumenter, og fra 11. århundrede kom kult- og helgenbilleder til.
Modsagde allerede klassicismens retlinjede og mere ukunstlede former rokokoens og barokkens legesyge og figurbetoning en indsats af alt for mange dekorative elementer, så udtrykte netop statuen den protestantiske kirkes spændte forhold til den bildende kunst. At aristokratiet forlod landet var en yderligere grund til den svage efterspørgsel.
Dog blev der givet skulpturopgaver til regerings- og private bygninger såvel som til verdslige udendørsanlæg. Derudover var der en kundekreds for verdslig kunst; for eksempel var der efterspørgsel på skulpturer til gravsten og buster.
De førende nederlandske billedhuggere i 1600-tallet var den allerede omtalte arkitekt Hendrick de Keyser, der 1618 skabte den første ikke-religiøse statue i Nederlandene, Erasmus-statuen i Rotterdam, og fra de sydlige Nederlande Artus Quellinus I., Artus Quellinus II. og Rombout Verhulst. Yderligere kan nævnes Bartholomeus Eggers, der ganske vist fik opgaven med Mauritshuis, men ellers hovedsagelig arbejdede for Kurfürsten af Brandenburg, og endelig Johannes Blommendael.

#### Musik
Nederlandenes storhedstid inden for musikken er tæt knyttet til den den nederlandske skole og nåede sin slutning med udgangen af 1500-tallet. Under indflydelse af den calvinistiske kirke kunne de store musikformer som opera, passion og kantate ikke udfolde sig. Musikken indskrænkede sig det borgerlige samfunds behov, og musik fra udlandet med Jean-Baptiste Lully og Johann Sebastian Bach havde stor indflydelse på den samtidige musik der ikke fik en egen stil i Nederlandene.
Orgelspil indtog en betydelig plads. Der blev i 1600-tallet også musiceret i familierne, husmusikken blev plejet, og der dannedes private musikforeninger, collegia musica. Instrumenter man brugte var lut, cembalo, gambe og fløjte. Der blev offentliggjort mange sangbøger, dog var instrumentalmusikken den fremherskende fra midten af 1600-tallet.
Der blev i Amsterdams operahus, som åbnedes 1638, opført lyrisk drama, ballet og opera, der som oftest var af fransk eller italiensk oprindelse. Blot Constantijn Huygens, Jan Pieterszoon Sweelinck, der var organister og komponister af oratorier og kantater; Adriaen Valerius, digter af åndelige og patriotiske sange, også af såkaldte Geuzensange ("Geuzen", geusere var i 1500-tallet nederlandske frihedskæmpere mod spanierne); klokkespilleren Jacob van Eyck såvel som den allerede som forfatter omtalte Constantijn Huygens med anslået 800 musikstykker, kunne opnå en vis betydning og give deres arbejder et vist lokalt præg, skønt meget er glemt i dag.

## Nedgang
"Hollændernes voldsomme fremgang i "den gyldne periode" kunne ikke vare ved i den verdenspolitiske rivalisering med stormagterne. Nederlandene var simpelthen en for lille nation med for lille landområde og for lille befolkning. Man havde udtømt sine muligheder, og de heldige ydre omstændigheder for Holland ændrede sig igen, realiteterne for efterfølgerne bliver nu snarere middelmådige, de vanvittige priser for tulipaner ligeså, og hvalerne forsvinder igen fra kysten. 
 — Helmut Kaechele: Das goldene Zeitalter der Niederlande und sein Reflex in der Malerei
1672 kaldes i Nederlandene Rampjaar, katastrofeår. Der opstod indrepolitiske stridigheder da to kendte politikere fra den statholderfri periode Johan und Cornelis de Witt blev lynchet og myrdet i Den Haag. Johan de Witt havde forsøgt at forhindre udnævnelsen af Vilhelm III til statholder (stadhouder), hvad der sammen med den tilspidsende økonomiske og koloniale rivalisering mellem Nederlandene og Storbritannien havde ført til den anden engelsk-nederlandske krig 1664-67. Under Witts ledelse tilføjede den nederlandske flåde englænderne betydelige nederlag. 1667 tilsluttede Karl II. af England sig Freden ved Breda der bragte krigen til ophør. Allerede året efter, 1668, sluttede de tidligere krigsmodstandere sig sammen med Sverige i alliance mod Frankrig, der var trængt ind i de Spanske Nederlande og var tvunget til at afbryde Devolutionskrigen. Da den tredje engelsk-nederlandske krig brød ud 1672 og Ludvig 14. af Frankrig sammen med kurfyrstendømmet Köln og fyrstebispedømmet Münster erklærede republikken krig, indledtes Den fransk-nederlandske krig. De Witt blev styrtet og lynchet af en folkemængde der var tilhængere af Vilhelm som blev udnævnt til statholder. Krigen var ikke særlig resultatrig for England og blev afsluttet 1674. Først 1678 var krigen mod Frankrig slut med Freden i Nimwegen.
Efter den glorværdige revolution 1688 flygtede Jakob II til Frankrig, og hans datter Maria blev udråbt til dronning; hun skulle herske sammen med sin mand Vilhelm der var statholder, generalkaptajn og admiral i de syv Forenede Nederlande efter Johan de Witts fald. Dermed var Holland og England kommet i personalunion, og republikken blev en fast bestanddel af den antifranske koalition under Vilhelm III.
I løbet af parrets regeringstid lykkedes det for det engelske parlament at udvide sine rettigheder imod kongelig modstand. Der blev for eksempel vedtaget Bill of Rights hvor den parlamentariske ansvarlighed for ministre blev fastlagt. Den politiske elite begyndte at koordinere og understøtte økonomiske interesser. 1694 blev Bank of England etableret; parlamentet garanterede for statslån eler -obligationer og skaffede dermed tillid. Stats-og kapitalinteresser begyndte at blive snævert forbundne. Englands begyndende styrke indvarslede samtidig afslutningen af Nederlandenes gyldne periode – også selv om forløbet ikke kan beskrives så kort som opstigen, blomstring og forfald – og det opkommende 1700-tal kan snarere beskrives som stagnation end som nedgang for Nederlandene.
Efter 1680 blev situationen for det nederlandske Ostindienkompagni for første gang værre. I Europa sank pebberprisen, og samtidig steg efterspørgslen på tekstiler fra Indien, kaffe fra Mokka og te fra Kina. Kompagniet rådede for det første over for lidt ædelmetal til at kunne købe disse produkter i Asien, hvad der førte til stadig optagelse af kreditter. For det andet måtte de med disse to ikke-monopoliserede produkter håndtere den engelske konkurrence, som netop finansielt blev styrket. De øgede omkostninger for den oversøiske handel blev til en stadig større belastning både for kompagniet og for landet.
1702 indtraf der andre betydningsfulde begivenheder: Den spanske arvefølgekrig brød ud, og den 52-årige statholder Vilhelm III var ude for en rideulykke der endte med hans død. Da han ikke efterlod sig mandlige arvinger, og der ikke var nogen klar efterfølger, var embedet ubesat, og man vendte tilbage til den anticentralistiske tradition med regenter i byerne. Først 1747 blev Vilhelm IV statholder for alle provinser. Efter freden i Utrecht 1713 havde regenterne indtaget det standpunkt at republikken ikke længere skulle spille nogen afgørende rolle i international politik. Denne beslutning var i grunden blot en anerkendelse af de faktiske forhold, for på grund af uenigheden mellem de forskellige stater og det komplicerede regeringssystem kunne republikken efter 1715 knap gøre sin indflydelse gældende på internationalt plan.
Ganske vist spillede økonomiske grunde også en rolle. Den dårlige økonomiske situation havde blandt andet sin grund deri at rige borgere anbragte deres kapital i nabolandene og ikke i eget land. Derudover blev landet hjemsøgt af to plager. Den fra Caribien kommende pæleorm gjorde stor skade på skibe og på digernes mange træpæle, og der var derfor hyppige oversvømmelser. Samtidig hærgede kvægpest der ikke kun ramte bønderne hårdt, men bragte eksport af ost og smør i tilbagegang.
Oplysningen, der udgik fra Frankrig, nåede også Nederlandene, hvor der dannede sig en gruppe, de såkaldte Patrioten, der ville modernisere og demokratisere den afkræftede (ty. maroden) republik. De sociale skel i landet voksede, de styrende fjernede sig i stigende grad fra folket; der bredte sig uro, udstilling af de dårlige tilstande og systemkritik mod de regerendes voldsomme magt.